# Ruta Nacional 59 (Argentina)

Mapa del recorrido de la vieja Ruta Nacional 59.

La Ruta Nacional 59 era el nombre que tenía antes de 1980 el camino de 251 kilómetros en el oeste de la Provincia de Salta, República Argentina, que une la Mina La Casualidad hasta Caucharí, en el límite con la Provincia de Jujuy. Solo está pavimentado en el tramo Mina La Casualidad - Caipe. El resto está consolidado.
La traza sin abrir, marcada con línea de puntos en el mapa adjunto, continuaba luego por una amplia curva que hubiera pasado por Antofagasta de la Sierra y cruzado el límite Catamarca - Salta en las cercanías del Volcán Galán, pasando por la localidad salteña de Molinos hasta el paraje Cachipampa. Este camino nunca se concretó.
Más al este seguía el camino consolidado bajando la Cuesta del Obispo hasta llegar al empalme con la antigua Ruta Nacional 9, que es actualmente la Ruta Nacional 68, en El Carril.
De esta manera había dos caminos separados en la Provincia de Salta con el mismo número de ruta nacional.
El 5 de octubre de 1969 autoridades nacionales y provinciales inauguraron el puente de 90 m de luz y 7,30 m de ancho de calzada sobre el Río Escoipe. De esta manera se aseguró la comunicación permanente entre Cachi y la capital provincial. Antes de la construcción del puente, los vehículos vadeaban el río. En verano, que es la época de las crecientes, la localidad de Cachi quedaba incomunicada.
Por la proximidad de la guerra con el país vecino que finalmente no ocurrió, el emprendimiento minero y el pueblo contiguo de 2000 habitantes fueron abandonados en 1978 y en el lugar el ejército argentino sembró minas antipersonales, que nunca fueron retiradas.
Mediante el Decreto Nacional 1595 del año 1979 la jurisdicción de este camino pasó a la Provincia de Salta. Actualmente es la Ruta Provincial 27. El tramo entre Cachipampa y El Carril es parte de la Ruta Provincial 33.

## Localidades
La ruta no pasa por ninguna ciudad, sino por caseríos. Las localidades por las que pasa esta ruta de norte a sur son:

### Provincia de Salta
Recorrido: 255 km (kilómetro 0-255).
- Departamento Los Andes: Mina La Casualidad (kilómetro 0), acceso a Caipe (km 63), Tolar Grande (km 131), Salar de Pocitos (km 215), Caucharí (km 255).